# 海訥巴赫河
47°52′42″N 11°54′05″E / 47.878462344804234°N 11.901385188102722°E
海訥巴赫河（德語：Hainerbach），是德國的河流，位於該國東南部，由巴伐利亞負責管轄，屬於芒法爾河的右支流，河道全長3.8公里，河口處在布魯克米爾。